# Salah Mejri
Salah Mejri (Jendouba, 15 de junio de 1986) es un jugador de baloncesto tunecino. Con 2,18 metros de estatura, juega en la posición de pívot en las filas del Kazma.

## Trayectoria deportiva

### Profesional
Comenzó jugando en el Étoile Sportive du Sahel de su país, para dar el salto al baloncesto europeo en 2010, fichando por el Port of Antwerp Giants de la liga belga, donde en su última temporada  promedió 9,2 puntos por partido, 7,8 rebotes y 2,5 tapones en la liga regular y 7,3 puntos, 7,2 rebotes y 1,8 tapones en la Eurochallenge.
En agosto de 2012 fichó por el Blusens Monbus (Obradoiro CAB) de la liga ACB, en esa temporada sería nombrado rookie del año y conseguirían entrar en los playoffs de la liga ACB por primera vez en la historia del Blusens Monbus (Obradoiro CAB).
Tras su gran temporada, en julio de 2013 el Real Madrid anunció su incorporación, con la intención de añadir a la rotación un pívot joven y atlético y convirtiéndose en el primer jugador árabe en vestir la camiseta del club blanco.
Después de dos años en el Real Madrid, en los que gana 6 títulos, en julio de 2015 da el salto a la NBA, fichando por los Dallas Mavericks por tres temporadas. En octubre de 2015 debuta en los Mavs, jugando dos minutos, de esta forma se convierte en el primer tunecino en jugar en la liga estadounidense.
En octubre de 2019, Mejri vuelve al Real Madrid para el resto de la temporada hasta julio de 2020.
Tras su segunda etapa en el club blanco ficha por una temporada por los Beijing Royal Fighters de la liga china,  pero solo disputó un encuentro de los doce posibles hasta que fue cortado.
En septiembre de 2021, firma por el Al-Jahra SC de Kuwait. Tras jugar una temporada allí, decidió no renovar su contrato por lo que fue sustituido por el nigeriano Chinemelu Elonu.

### Selección nacional
Con la selección de baloncesto de Túnez ha disputado dos Afrobasket, en los que ha conseguido una medalla de bronce y otra de oro. En Madagascar 2011 fue elegido mejor jugador del torneo, tras promediar 8,9 puntos, 9 rebotes y 2,4 tapones por partido.
Participó en los Juegos Olímpicos de 2012, donde fue el máximo taponador del torneo, con 3,4 tapones por partido, y el segundo mejor reboteador, con 10 rebotes por partido.
En septiembre de 2021, sería campeón del AfroBasket 2021, liderando a la selección de baloncesto de Túnez con unos promedios de 15.8 puntos y 6 rebotes por partido.

## Estadísticas

### Liga ACB
| Año          | Equipo         | PJ | MPP  | %T2 | %3P | %TL | RPP | ROP | APP | ROB | TPP | PPP  |
| ------------ | -------------- | -- | ---- | --- | --- | --- | --- | --- | --- | --- | --- | ---- |
| 2012-13 LR   | Blusens Monbus | 34 | 19.7 | 62  | 30  | 53  | 5.4 | 1.7 | 0.2 | 0.8 | 1.6 | 9.2  |
| 2012-13 PO   | Blusens Monbus | 2  | 24.0 | 57  | 50  | 80  | 3.5 | 0.0 | 0.5 | 0.5 | 0.5 | 11.5 |
| 2013-2014 LR | Real Madrid    | 33 | 12.7 | 66  | 14  | 69  | 3.8 | 1.5 | 0.5 | 0.4 | 0.9 | 5.3  |
| 2013-2014 PO | Real Madrid    | 8  | 11.0 | 70  | 0   | 50  | 3.1 | 1.5 | 0.2 | 0.0 | 0.4 | 3.4  |
| 2014-2015 LR | Real Madrid    | 34 | 7.9  | 68  | 100 | 67  | 1.8 | 0.7 | 0.1 | 0.3 | 0.6 | 3.6  |
| 2013-2014 PO | Real Madrid    | 7  | 5.4  | 77  | 0   | 100 | 1.3 | 0.7 | 0.1 | 0.1 | 1.6 | 7.3  |

## Estadísticas de su carrera en la NBA

### Temporada regular
| Año     | Equipo | PJ  | PT | MPP  | %TC  | %3P  | %TL  | RPP | APP | ROB | TPP | PPP |
| ------- | ------ | --- | -- | ---- | ---- | ---- | ---- | --- | --- | --- | --- | --- |
| 2015-16 | Dallas | 34  | 6  | 11.7 | .628 | .000 | .587 | 3.6 | .3  | .2  | 1.1 | 3.7 |
| 2016-17 | Dallas | 73  | 11 | 12.4 | .642 | .333 | .590 | 4.2 | .2  | .4  | .8  | 2.9 |
| 2017-18 | Dallas | 61  | 1  | 12.0 | .642 | .000 | .576 | 4.0 | .6  | .4  | 1.1 | 3.5 |
| 2018-19 | Dallas | 36  | 4  | 11.1 | .491 | .324 | .625 | 3.6 | 1.0 | .3  | .7  | 3.9 |
| Total   | Total  | 204 | 22 | 11.9 | .603 | .293 | .590 | 4.0 | .5  | .4  | .9  | 3.4 |

### Playoffs
| Año   | Equipo | PJ | PT | MPP  | %TC  | %3P  | %TL  | RPP | APP | ROB | TPP | PPP |
| ----- | ------ | -- | -- | ---- | ---- | ---- | ---- | --- | --- | --- | --- | --- |
| 2016  | Dallas | 4  | 1  | 19.0 | .700 | .000 | .417 | 3.3 | .3  | .8  | 1.3 | 4.8 |
| Total | Total  | 4  | 1  | 19.0 | .700 | .000 | .417 | 3.3 | .3  | .8  | 1.3 | 4.8 |